# Tibor Nyilasi
Tibor Nyilasi est un footballeur hongrois né le 18 janvier 1955 à Várpalota.

## Biographie
Ce milieu de terrain offensif remporte deux titres de champion et atteint une finale de Coupe des coupes avec Ferencváros. En 1974, il est nommé meilleur joueur du Tournoi de Toulon avec les Espoirs de la Hongrie. En 1983, il est transféré à l'Austria Vienne où il est trois fois champion d'Autriche.
Nyilasi dispute également deux coupes du monde en 1978 et 1982 avec l'équipe de Hongrie.
Après sa carrière de joueur, il entraîne Ferencváros.

## Carrière
- 1972-1983 : Ferencváros  Hongrie
- 1983-1988 : Austria Vienne  Autriche

## Palmarès
- 70 sélections et 32 buts avec l'équipe de Hongrie entre 1975 et 1985[1].
- Finaliste du Tournoi de Toulon en 1974 avec les espoirs de la Hongrie
- Finaliste de la Coupe des coupes en 1975 avec Ferencváros
- Champion de Hongrie en 1976 et 1981 avec Ferencváros
- Vainqueur de la Coupe de Hongrie en 1974, 1976 et 1978 avec Ferencváros
- Champion d'Autriche en 1984, 1985 et 1986 avec l'Austria Vienne
- Vainqueur de la Coupe d'Autriche en 1986 avec l'Austria Vienne